# Theridion gertschi
Theridion gertschi är en spindelart som beskrevs av Claude Lévi 1959. Theridion gertschi ingår i släktet Theridion och familjen klotspindlar. Inga underarter finns listade i Catalogue of Life.